# جزيرة كابيتي
جزيرة كابيتي هي جزيرة تقع قُبالة السَّاحل الغربي لِلجزيرة الشَّمالية لنيوزيلندا. يبلغ طولها 10 كـم، ويمتد من الجنوب الغربي إلى الشمال الشرقي، ويبلغ عرضُها 2 كـم تقريبًا، ومِساحتُها 19.65 كـم2 (7.59 ميل2). استَخدم مجلس منطقة ساحل كابيتي اسمَها مُنذ عام 1989، والذي -المجلس- يتضمَّنُ بلداتٍ؛ مثل: بايكاكاريكي، راوماتي ساوث، باراباراومو وَوايكانا.